# Wolfgang Lange (Philologe)
Wolfgang Friedrich-Karl Lange (* 29. Juni 1915 in Friedrichsort; † 29. Juli 1984 in Göttingen) war ein deutscher germanistischer und skandinavistischer Mediävist. Er war Lehrstuhlinhaber für Skandinavistik an der Georg-August-Universität Göttingen.
Lange legte 1934 am Humanistisches Gymnasium in Wilhelmshaven sein Abitur ab und leistete seinen Dienst im Arbeitsdienst und Wehrmacht ab. Ab dem Wintersemester 1935/36 studierte er in Kiel Germanistik, Geschichte, Philosophie, Anthropologie, Musik- und Kunstwissenschaft. Sein entscheidender akademischer Lehrer für die spätere Laufbahn war Otto Höfler, der Langes Interesse auf das Feld des germanischen und vor allem des nordischen Altertums lenkte. Mit Höflers Wechsel an die LMU in München 1938 folgte er seinem Lehrer und promovierte dort bei Höfler 1939 (Rigorosum während eines Fronturlaubs), beziehungsweise 1946 mit einer altgermanistischen Arbeit „Der Drachenkampf. Mythos und Drama in der germanischen Überlieferung“.
Die Romanistin Brigitte Schlieben-Lange (1943–2000) war seine Tochter.
Der Krieg und Langes Kriegsdienst als Offizier, seine Gefangenschaft 1945 und anschließende schwerere Zwangsarbeit in polnischen Bergwerken bis 1949, unterbrachen seinen akademischen Werdegang und sorgten für irreparable gesundheitliche Folgebelastungen.
Durch die Empfehlung Wolfgang Krauses wurde Lange 1950 Assistent bei Ulrich Pretzel am Deutschen Seminar in Hamburg. Dort hatte Hans Kuhn (Nordistik Kiel) der das Fach Skandinavistik in Hamburg mit betreute Einfluss und Anregung auf Lange. Die Habilitation erfolgte 1955 auf Anraten von Wolfgang Krause und Eduard Neumann mit einer nordistischen Arbeit „Studien zur christlichen Dichtung der Nordgermanen 1000-1200“ (in Druck 1956), das als Standardwerk zur christlichen skaldischen Dichtung gilt. Die Venia lautete für „Germanische Philologie mit besonderer Berücksichtigung der skandinavischen Philologie“. Er wurde 1956 zunächst in Göttingen Diätendozent und 1959 Extraordinarius, nachdem er einen Ruf nach München auf den Lehrstuhl Höflers abgelehnt hatte, für „Germanische und Nordische Philologie“ und Direktor des Seminars für Deutsche Philologie. 1962 wurde er persönlicher Ordinarius, 1963 ordentlicher Professor. Nach der Emeritierung Wolfgang Krauses 1964, wechselte er als dessen Nachfolger als Direktor an das Skandinavische Seminar.
Lange lehrte vom Selbstverständnis her selbstredend zur gesamten Germanischen Altertumskunde insbesondere zur altgermanischen und altnordischen Sprache und Dichtung – daher lehrte er in Göttingen in den Fächern Deutsche- und Skandinavistische Philologie. Folgerichtig wurde er in den 1960er Jahren durch den Universitätsverlag Winter damit betraut, dass Standardwerk von Rudolf Much zur Germania des Tacitus zu überarbeiten, erheblich zu erweitern und als dritte Auflage von 1967 in Zusammenarbeit mit Herbert Jankuhn und Hans Fromm herauszugeben (mit Unterstützung durch Langes Assistent Klaus Düwel). Gleichfalls hegte Lange Interesse für die moderne skandinavische Literatur und hier für das Werk Knut Hamsuns, dem er sich verbunden fühlte und 1955 bereits zu Hamsuns Werk Probevorlesungen gehalten hatte. Durch die im fortschreitenden Alter deutlich belastender wirkenden Kriegsleiden wurde er 1977 vorzeitig emeritiert; zurückgezogen lebend war Lange dennoch dem Fach verbunden, unter anderem durch seine Herausgeberschaft der Fachzeitschrift skandinavistik bis zu seinem Tod.